# Hormiphora polytrocha
Hormiphora polytrocha är en kammanetart som beskrevs av Dawydoff 1946. Hormiphora polytrocha ingår i släktet Hormiphora och familjen Pleurobrachiidae. Inga underarter finns listade i Catalogue of Life.